# Bombardeo de Valparaíso de 1614
El bombardeo de Valparaíso efectuado por la escuadra neerlandesa de Joris van Spilbergen el 11 de junio de 1614 fue un episodio de la guerra de los Ochenta Años, durante el cual el puerto de Valparaíso fue bombardeado.

## Historia

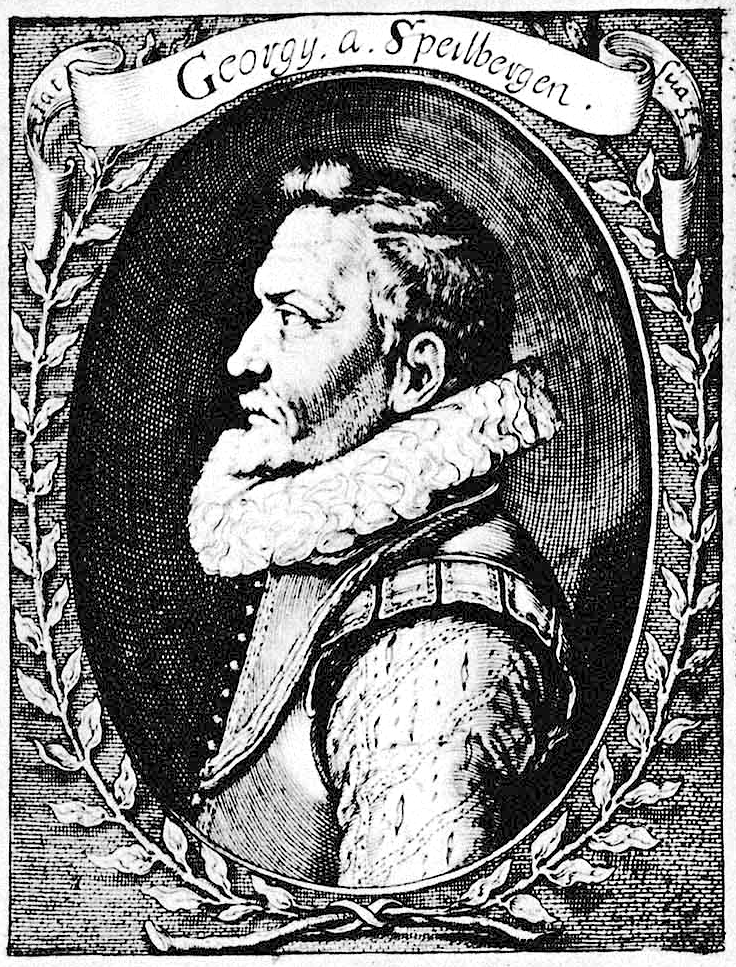
Almirante Joris van Spilbergen

El puerto de Valparaíso recibió el 11 de junio de 1614 una flota compuesta de seis navíos al servicio de los Países Bajos y la Compañía Neerlandesa de las Indias Orientales. Doscientos hombres desembarcaron atacando los escasos recintos del poblado. Los españoles se defendieron disparando en contra de los botes de desembarco. El almirante neerlandés Van Spilbergen se embarca y bombardea la playa, y los españoles huyen a lo cerros. Debido a la neblina, Van Spilbergen se retira. Este bombardeo se dio en el contexto de la guerra de los Ochenta Años, entre los Provincias Unidas de Países Bajos y el Imperio Español. Este fue el primer bombardeo a Valparaíso de la historia, sin embargo, no fue el único. Irónicamente, sería España, 200 años después, quien bombardearia Valparaíso en 1866 durante la guerra hispano-sudamericana. Este combate fue un antecedente a la ocupación neerlandesa de Valdivia y la fundación de Brouwershaven en 1643 sobre las ruinas de la antigua ciudad.